# Indaco Cottunes
Indaco Cottunes (latino: Indacus Cottunes; ... – Papurio, 488) fu un brigante isaurico, coinvolto nella lotta per il potere nell'Impero romano d'Oriente.
Era figlio di Papirio e, come suo padre, un brigante isaurico che operava a partire dalla sua fortezza tra le montagne, nota come castellum Papirii. Nel 469, Zenone, un generale di origine isaurica appena promosso magister militum per Orientem e console per quell'anno, inviò una forza militare a neutralizzarlo.
Si alleò con Illo e Leonzio, i quali nel 484 si ribellarono a Zenone (nel frattempo divenuto imperatore); le forze imperiali, però, li obbligarono a rifugiarsi nella fortezza di Indaco, dove furono assediati; Indaco fu incaricato di occuparsi delle difese. Dopo anni di assedio, nel 488, tradì i suoi compagni e fece entrare nella fortezza gli assedianti, i quali, però, lo uccisero.